# 차륜 배치
기관차에 있어서 차륜 배치는 각각의 차륜이 어떤 형태로, 어떤 종류가, 어떻게 배치되어 있는지를 의미한다. 이것을 설명하는 표현법은 국가에 따라서 여러가지가 존재하며, 특히 일부 국가의 경우 전기 기관차 및 디젤 기관차의 차륜 배치를 설명하는 방식과 증기 기관차의 차륜 배치를 설명하는 방식을 따로 구분하여 표현하기도 한다.

## 상세 설명
미국 및 영국에서는 대개 화이트 식 표기(Whyte notation)이 증기 기관차 종류를 표현하는 데 일상적으로 사용된다. 특히 영국의 경우 UIC 분류를 단순화한 방식으로 디젤 기관차와 전기 기관차를 표현하고 있다. 반면 미국은 AAR 차륜 배치 표기 방식을 디젤 기관차와 전기 기관차에 대해서 사용하고 있다.
영국을 제외한 유럽계 대륙 국가들은, UIC 분류를 광범위하게 적용하며, 여기에 약간의 예외들이 존재하는 정도이다. 프랑스의 경우 독특한 방식의 차륜 배치 표기법을 적용하고 있다.
이러한 차륜 배치는 과거 증기 기관차 시절에는 기관차의 중요한 특성이라 할 수 있었다. 차륜 배치의 상이함은 투입 가능한 선구의 종류, 기술적 배경, 기관차의 성능과 용도를 결정짓는 중요한 척도였기 때문이다. 그러나 현재의 기관차들은 이러한 특성이 단순화되어 있으며, 대개 전 차륜이 구동가능한 방식을 취하기 때문에 차륜 배치를 구분하는 실익이 적으며, 반대로 해당 차량의 축 숫자가 더 중요하게 다루어지고 있다.

## 한국에서의 사용
한국에서 차륜 배치를 표기하는 방식은 특별히 어느 표준을 따라 한다는 명시적인 것은 없다. 다만, 관습적으로 미국식의 표기방식을 따라 표시하는 것이 일반적이다.
증기 기관차의 표기에 있어서는 화이트 식 표기를 그대로 준수하고 있으나, 다만 탱크형 기관차를 표기하는 접미사 T 등, 각종 접미사는 전혀 사용하지 않는 것이 특징이다. 차륜 배치를 부르는 경우에 미국의 현업에서처럼 명칭을 붙여 부르기도 하는데, 미국의 명칭을 바탕으로 앞쪽의 두 어절을 따는 식으로 명명하는 예가 많다.
해방 이후에야 비로소 도입된 디젤 기관차나 전기 기관차에 대해서는 미국 등지의 예를 참고로 하여 UIC 분류와 AAR 차륜 배치 표기의 표기법을 섞어서 쓰는 예가 많다. 이 방식은 AAR 차륜 배치 표기법에 UIC 분류 체계의 독립구동 차축을 표기하는 소문자 "o"를 섞어 쓰는 식이다. 따라서 7100호대 디젤 기관차는 Co'-Co' 표기가 정확한 표기이나, 대개의 경우 Co-Co로 표기한다.

## 주요 차륜 배치 표기법
- AAR 차륜 배치 표기 - 미국 및 캐나다에 흔히 쓰인다.
- UIC 분류 - 미국, 영국 등에서는 디젤 또는 전기 기관차에 쓰이며, 유럽계 대륙 국가들은 증기를 포함한 전 차종에 적용한다.
- 화이트 식 표기 - 미국 및 영국에서 증기 기관차를 표기하는 데 널리 사용된다.